# Curcuma chantaranothaii
Curcuma chantaranothaii là danh pháp khoa học của một loài nghệ, được Thawatphong Boonma và Surapon Saensouk mô tả khoa học năm 2021. Tên gọi thông thường trong tiếng Thái: Khamin Noi, với Khamin dùng để chỉ nghệ và Noi là biệt danh của Giáo sư Tiến sĩ Pranom Chantaranothai.

## Từ nguyên
Tính từ định danh chantaranothaii để vinh danh Giáo sư Tiến sĩ Pranom Chantaranothai, nhà phân loại thực vật học Thái Lan và là nhà thực vật học xuất sắc về hệ thực vật Thái Lan.

## Chẩn đoán
C. chantaranothaii giống nhất với C. newmanii vì có màu hoa và một số đặc điểm tương tự, nhưng khác ở cụm hoa ở đầu cành được bao bọc trong các bẹ lá; lá hẹp, rộng 4–6 cm, mặt trên có lông tơ; các nhị lép hình thoi; cánh môi có 2 đường cong hình lưỡi liềm màu vàng nhạt độc đáo từ đỉnh chạy song song dọc theo mỗi bên của mảng màu vàng nổi đến một nửa cánh môi; tuyến trên bầu có đỉnh tù, dài 4 mm (trong khi C. newmanii tạo ra cụm hoa bên trước khi có lá mới; lá rộng hơn 6 cm, mặt trên nhẵn nhụi; nhị lép hình trứng ngược; cánh môi có dải giữa màu vàng tươi không có các đường cong màu vàng nhạt hơn; tuyến trên bầu sắc nét và dài hơn ở C. chantaranothaii).

## Mẫu định danh
Mẫu định danh: Boonma 15; thu thập ngày 29 tháng 5 năm 2019, tỉnh Nakhon Nayok, miền trung Thái Lan. Holotype: Đại học Khonkaen (KKU); isotypes: Vườn thực vật Hoàng hậu Sirikit (QBG), Cục Vườn quốc gia, Bảo tồn Động-Thực vật Hoang dã, Bộ Tài nguyên Môi trường Thái Lan (BKF), Cục Nông nghiệp, Bộ Nông nghiệp và Hợp tác xã Thái Lan (BK).

## Mô tả
Cây thảo sống lâu năm. Thân rễ hình trụ và bò lan, bên trong màu trắng ánh vàng nhạt, có mùi thơm, dài 8–12 cm, đường kính 0,5–1,0 cm. Rễ chùm và có củ hình cầu đến hình trứng, 1 × 1–1,3 cm, bên trong màu trắng, có mùi thơm mát như long não. Chồi lá cao 18–25 cm. Bẹ không phiến 2–3, dài 3–12 cm, đỉnh có mấu nhọn, màu xanh lục, có lông tơ. Lá 2–3; bẹ dài 4–5 cm, màu xanh lục nhạt, có lông tơ; lưỡi bẹ 2 thùy, dài 7–8 mm, màu xanh lục nhạt, thùy hình tam giác, đỉnh nhọn, có lông tơ; cuống lá dài 6–8 cm, màu xanh lục, có lông tơ; phiến lá hình elip đến hình elip hẹp, 12–15 × 4,0–6,5 cm, đỉnh nhọn, đáy thon nhỏ, mép nguyên, hơi gợn sóng, trong suốt, mặt trên màu xanh lục đậm, mặt dưới màu xanh lục nhạt, có lông tơ cả hai mặt. Cụm hoa ở đầu cành; cụm hoa bông thóc 4–6 × 5 cm; cuống cụm hoa dài 4–6 cm, đường kính 4–5 mm, màu trắng ánh xanh lục đến trắng, có lông tơ. Không mào lá bắc. Lá bắc hữu thụ 5–8, hình mác đến hình trứng hẹp, 4–6 × 2–3 cm, hợp sinh 0,4–0,6 cm ở đáy, màu xanh lục nhạt, đỉnh nhọn thon-có mấu, mép nguyên, trong suốt, có lông tơ cả hai mặt. Không lá bắc con. Hoa màu trắng, dài 5,3–5,5 cm. Đài hoa hình ống, dài 1,6–1,8 cm, màu trắng trong mờ, đỉnh 3 thùy, với đường rạch một bên dài tới 7 mm, thưa lông tơ, 2 thùy đỉnh có mấu nhọn và 1 thùy tù với lông nhỏ ở đầu. Ống tràng hình phễu, dài 2,4–2,6 cm, màu trắng, có lông ở đáy bên trong, có lông tơ ở bên ngoài; tràng lưng hình trứng, có mũ trùm, dài 2,1–2,3 cm, rộng 1,5–1,7 cm, màu trắng, đỉnh có mấu nhọn, mép nguyên, có lông ở đỉnh; các thùy tràng bên hình trứng, dài 1,9–2,2 cm, rộng 1,4–1,6 cm, màu trắng, đỉnh tù-có mũ trùm, mép nguyên, thưa lông ở đáy. Các nhị lép bên hình thoi, dài 2,5–2,7 cm, rộng 1,6–1,7 cm, màu trắng với mảng màu vàng ở tâm, đỉnh nhọn, có lông tơ nhỏ ở tâm. Cánh môi hình trứng ngược, dài 2,2–2,4 cm, rộng 2,1–2,2 cm, đỉnh có khía rạch dài tới 2 mm, màu trắng với mảng vàng nổi dọc theo gân chính từ đỉnh đến đáy (chia thành 2 mảng ở đáy giống hình chữ Y), có lông tơ nhỏ ở mỗi bên của mảng màu vàng và 2 mảng hình lưỡi liềm màu vàng nhạt hơn từ đỉnh ở mỗi bên cho đến một nửa chiều dài. Nhị dài 1,0–1,1 cm; chỉ nhị phẳng, dài ~5 mm, rộng 5–6 mm ở đáy, rộng 2–3 mm ở đỉnh, có lông tơ, màu trắng ánh vàng nhạt; bao phấn đính lưng, màu trắng dài ~8 mm và rộng ~2,7 mm; cựa rất ngắn, dài ~0,5 mm, có lông tơ; mào bao phấn thuôn tròn, dài ~0,8 mm. Bầu nhụy hình elip thuôn dài, màu vàng ánh xanh lục nhạt, ~3 × 5 mm, có lông tơ. Tuyến trên bầu 2, màu vàng nhạt, dài ~4 mm, đỉnh tù. Đầu nhụy màu trắng, hình nón phẳng, 2,6–2,7 × 2,7 mm và dày khoảng 1 mm, có lông rung, có lông tơ; vòi nhụy màu trắng, rất thanh mảnh, dài 3,3–3,5 cm. Không thấy quả và hạt. Ra hoa vào cuối tháng 5 đến tháng 8.

## Phân bố
Cây được trồng khắp Thái Lan.

## Sử dụng
Cây cảnh mang lại may mắn.

## Lưu ý
Loài này thuộc phân chi Ecomata.